# Crova
Crova je italská obec v provincii Vercelli v oblasti Piemont.
K 31. prosinci 2010 zde žilo 423 obyvatel.

## Sousední obce
Lignana, Ronsecco, Salasco, San Germano Vercellese, Santhià, Tronzano Vercellese